# Lijst van bekende drukkers in de Zuidelijke Nederlanden

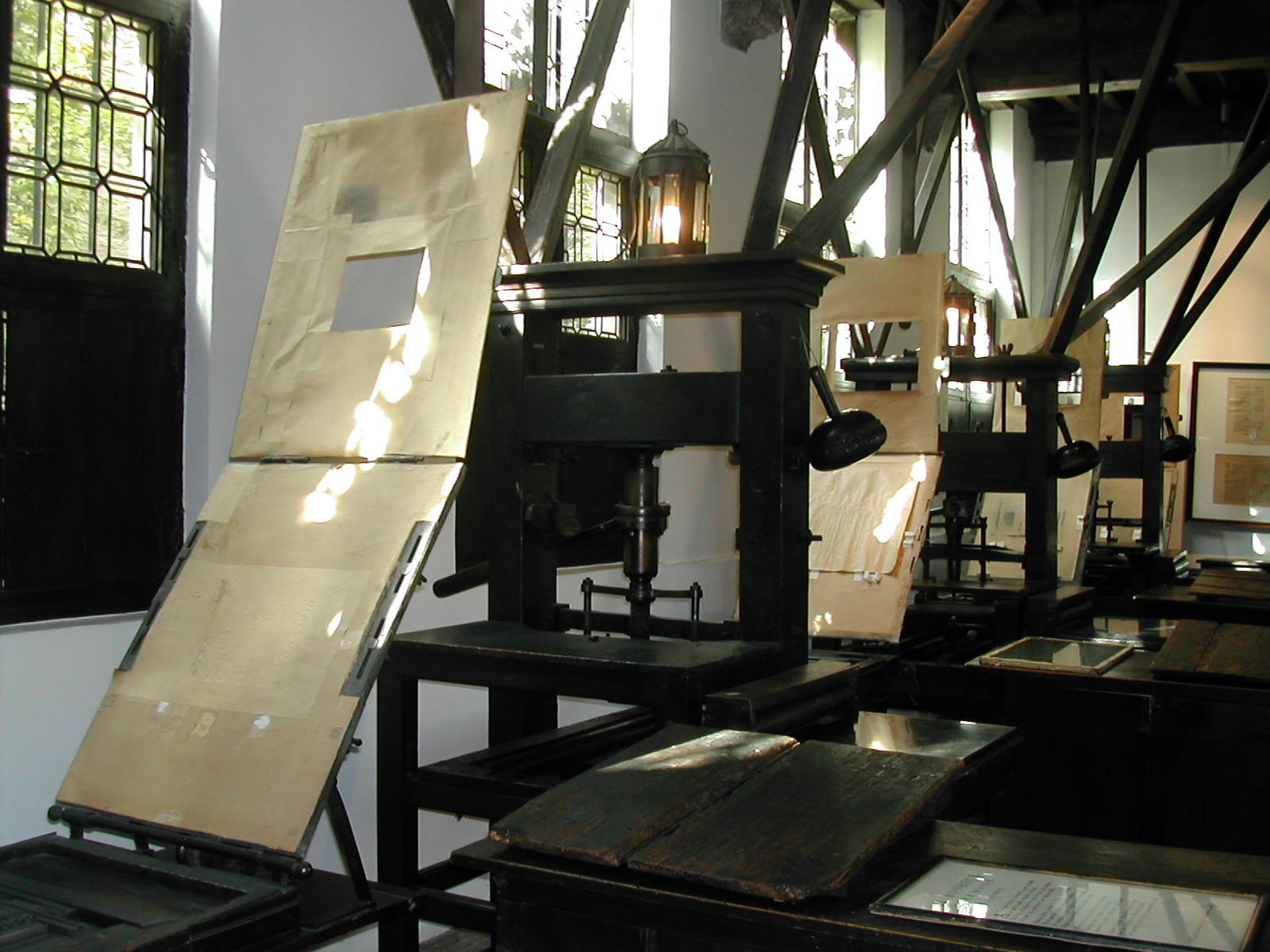
Drukkerij (anno 1570) van het Plantin-Moretus Museum, Antwerpen, België

Tussen 1450 en 1800, en vooral tijdens de 16e eeuw, waren de Zuidelijke Nederlanden (grotendeels overeenkomend met het huidige Vlaanderen) een internationaal centrum van de boekdrukkunst. De bloeiende economie, strategische ligging aan Europese handelsroutes, en intellectuele uitwisseling in steden zoals Antwerpen, Leuven en Brussel maakten de regio een vruchtbare grond voor drukkers en uitgevers. Hier werden niet alleen boeken gedrukt, maar ook gravures en pamfletten, die een belangrijke rol speelden in de verspreiding van kennis, religieuze hervormingen en politieke ideeën.
De Zuidelijke Nederlanden stonden echter niet alleen bekend om hun technische vooruitgang, maar ook om de strikte controle op de drukkunst. Onder de wetten van Karel V moesten drukkers en boekhandelaren een vergunning verkrijgen om hun vak uit te oefenen. Tijdens de Spaanse overheersing legde Filips II extra beperkingen op, zoals de verplichte aansluiting van Antwerpse drukkers bij het Sint-Lucasgilde. Deze maatregelen waren bedoeld om de verspreiding van ketterse en subversieve ideeën tegen te gaan, maar getuigen ook van het aanzien dat de drukkunst in de regio genoot.
Van een van de bekendste drukkerijen uit deze periode, drukkerij Plantijn van Christoffel Plantijn in Antwerpen, zijn de bedrijfsarchieven intact gebleven. Dit archief, dat tegenwoordig deel uitmaakt van het Museum Plantin-Moretus, biedt een belangrijke bron aan informatie over de uitgevers, drukkers en boekhandelaren die de Zuidelijke Nederlanden tot een epicentrum van de Europese drukkunst maakten.
Onderstaand lijst biedt een overzicht van de meest prominente drukkers uit de Zuidelijke Nederlanden, ingedeeld per stad. Het laat zien hoe zij bijdroegen aan de verspreiding van kennis en de culturele bloei van hun tijd.

## Antwerpen
Antwerpen was in de 16e eeuw een van de belangrijkste centra van de boekdrukkunst in Europa. Als een van de grootste handelssteden van zijn tijd, met een bruisende haven en een kosmopolitische bevolking, bood Antwerpen ideale omstandigheden voor de verspreiding van boeken en ideeën. De stad werd een spil in de productie van religieuze werken, humanistische teksten en wetenschappelijke publicaties, die door de uitgebreide handelsnetwerken hun weg vonden naar alle uithoeken van Europa.
De drukkers in Antwerpen profiteerden van de aanwezigheid van het Sint-Lucasgilde, dat niet alleen toezicht hield op de kwaliteit en inhoud van publicaties, maar ook het sociale en economische leven van de drukkers organiseerde. Tegelijkertijd zorgden de strenge censuurwetten, opgelegd door Filips II van Spanje, voor uitdagingen en beperkingen, vooral tijdens de Reformatie. Desondanks floreerde de drukkunst in Antwerpen, mede dankzij invloedrijke drukkers zoals Christoffel Plantijn en zijn opvolger Jan Moretus, wiens drukkerij uitgroeide tot een van de meest gevierde van Europa. 
Een selectie van vooraanstaande drukkers en boekhandelaren in Antwerpen:
- Dirk Martens. Actief van ca. 1473 tot 1534. Pionier van de drukkunst in de Lage Landen. Drukte vroege werken van Erasmus en andere humanisten.
- Jan van Doesborch. Actief van ca. 1508 tot 1530. Publiceerde populaire literatuur en was een van de eerste drukkers die Engelse teksten in de Zuidelijke Nederlanden uitgaf.
- Gillis Coppens van Diest. Actief van ca. 1525 tot 1572. Een vroege drukker gespecialiseerd in religieuze teksten en juridische werken.
- Hieronymus Cock. Actief van ca. 1548 tot 1570. Uitgever van prenten en kaarten, waaronder werken van Pieter Bruegel de Oude.
- Jan Verwithagen. Actief van ca. 1549 tot 1585. Meesterdrukker in Antwerpen, bekend om zijn samenwerking met Plantijn en zijn bijdragen aan publicaties van de Contrareformatie.
- Christoffel Plantijn. Actief van ca. 1555 tot 1589. Stichter van de Officina Plantiniana en een van de meest invloedrijke drukkers in Europa. Bekend om de Polyglotbijbel en zijn netwerk van internationale wetenschappers.
- Hubertus Goltzius. Actief van ca. 1555 tot 1575. Drukker en uitgever, bekend om zijn geïllustreerde werken over numismatiek.
- Jan Moretus. Actief van ca. 1570 tot 1610. Zoon van Plantijns schoonzoon en opvolger in de Officina Plantiniana. Onder zijn leiding bleef de drukkerij een Europees toonaangevend centrum.
- Balthasar Moretus. Actief van ca. 1610 tot 1641. Zoon van Jan Moretus, breidde de Officina Plantiniana verder uit en was beroemd om zijn hoge kwaliteit en samenwerking met kunstenaars zoals Rubens.

## Brugge
In de 15e en 16e eeuw speelde Brugge een belangrijke rol in de opkomst van de boekdrukkunst in de Zuidelijke Nederlanden. Als een welvarend handelscentrum met internationale connecties trok de stad vroege drukkers en uitgevers aan, die inspeelden op de vraag naar religieuze, juridische en literaire teksten. Hoewel Brugge later werd overschaduwd door Antwerpen, stond de stad bekend om haar hoogwaardige drukwerk en innovatieve technieken in de begindagen van de drukkunst. Al eerder werkten drukkers zoals Colard Mansion samen met kopiisten en miniaturisten, wat Brugge tot een unieke plek maakte waar middeleeuwse manuscripttradities samensmolten met de nieuwe technologie van de drukpers.
- William Caxton. Actief van ca. 1472 tot 1476. Engelsman die een drukpers in Brugge oprichtte en een van de eerste Engelstalige boeken produceerde.
- Colard Mansion. Actief van ca. 1475 tot 1484. Beroemd om zijn luxueuze drukken, vaak geïllustreerd en gericht op een elitepubliek, en zijn samenwerking met William Caxton.
- Nicolaes Breyghel. Actief van ca. 1625 tot 1669. Bekend als de eerste uitgever van de wekelijkse krant Nieuwe Tydinghen.

## Leuven
Leuven, een van de oudste universiteitssteden in de Zuidelijke Nederlanden, speelde een cruciale rol in de ontwikkeling van de boekdrukkunst in de 16e eeuw. Met de oprichting van de Katholieke Universiteit Leuven in 1425 werd de stad een belangrijk intellectueel centrum, waar wetenschappelijke en religieuze werken werden gedrukt en verspreid. De stad herbergde invloedrijke drukkers zoals Dirk Martens, die de eerste drukker van de stad was en een pionier in de productie van Latijnse en Griekse werken. Leuven was een bloeiend centrum voor zowel de verspreiding van humanistische ideeën als de katholieke contrareformatie, wat de stad tot een van de belangrijkste drukcentra in de regio maakte.
- Dirk Martens. Actief van ca. 1473 tot 1534. De eerste drukker van Leuven, bekend om zijn Latijnse en Griekse uitgaven en de verspreiding van humanistische en religieuze werken.
- Pieter van der Phaliezen, actief 1545–1575  Een vooraanstaand drukker in Leuven, gespecialiseerd in muziekdrukwerken en bekend om de verspreiding van polyfone muziek in Europa.

## Gent
Gent, een belangrijke handelsstad in de Zuidelijke Nederlanden, speelde vanaf de 16e eeuw een prominente rol in de drukkunst. De stad combineerde haar rijke ambachtelijke tradities met intellectuele productie, wat leidde tot de opkomst van invloedrijke drukkers en uitgevers. Naast religieuze en literaire werken stond Gent bekend om het drukken van stedelijke en politieke publicaties. De bloeiende boekenmarkt trok niet alleen lokale, maar ook internationale geleerden en handelaren aan, waardoor Gent een belangrijk centrum werd voor de verspreiding van ideeën.
- Arend de Keysere. Actief van ca. 1480 tot 1490. Vlaams drukker van incunabelen, en de eerste officiële stadsdrukker van Gent. Hij publiceerde religieuze en klassieke werken in het Nederlands, Frans en Latijn.

## Brussel
Brussel, als administratief en politiek centrum van de Zuidelijke Nederlanden, ontwikkelde zich in de 16e en 17e eeuw tot een belangrijk centrum voor drukkunst. De stad huisvestte invloedrijke drukkers die voornamelijk werkten in opdracht van het Habsburgse hof en de kerk, met een focus op officiële documenten, religieuze publicaties en politieke propaganda. Door de nabijheid van macht en een groeiende intellectuele gemeenschap speelde Brussel een cruciale rol in de verspreiding van ideeën tijdens zowel de Renaissance als de Contrareformatie.
- Jan Mommaert. Actief van ca. 1590 tot 1625. Prominente hofdrukker, gespecialiseerd in liturgische en historische werken.
- Joannes Meyssens. Actief van ca. 1640 tot 1670. Portretgraveur, uitgever en drukker, bekend om zijn publicaties van kunstenaarsportretten en kunstwerken.